# 이즈미촌 (에히메현 기타군)
이즈미촌(出海村)은 에히메현 기타군에 설치되었던 촌이다. 현재의 오즈시 북서부에 해당한다.